# Steinhagener Altar

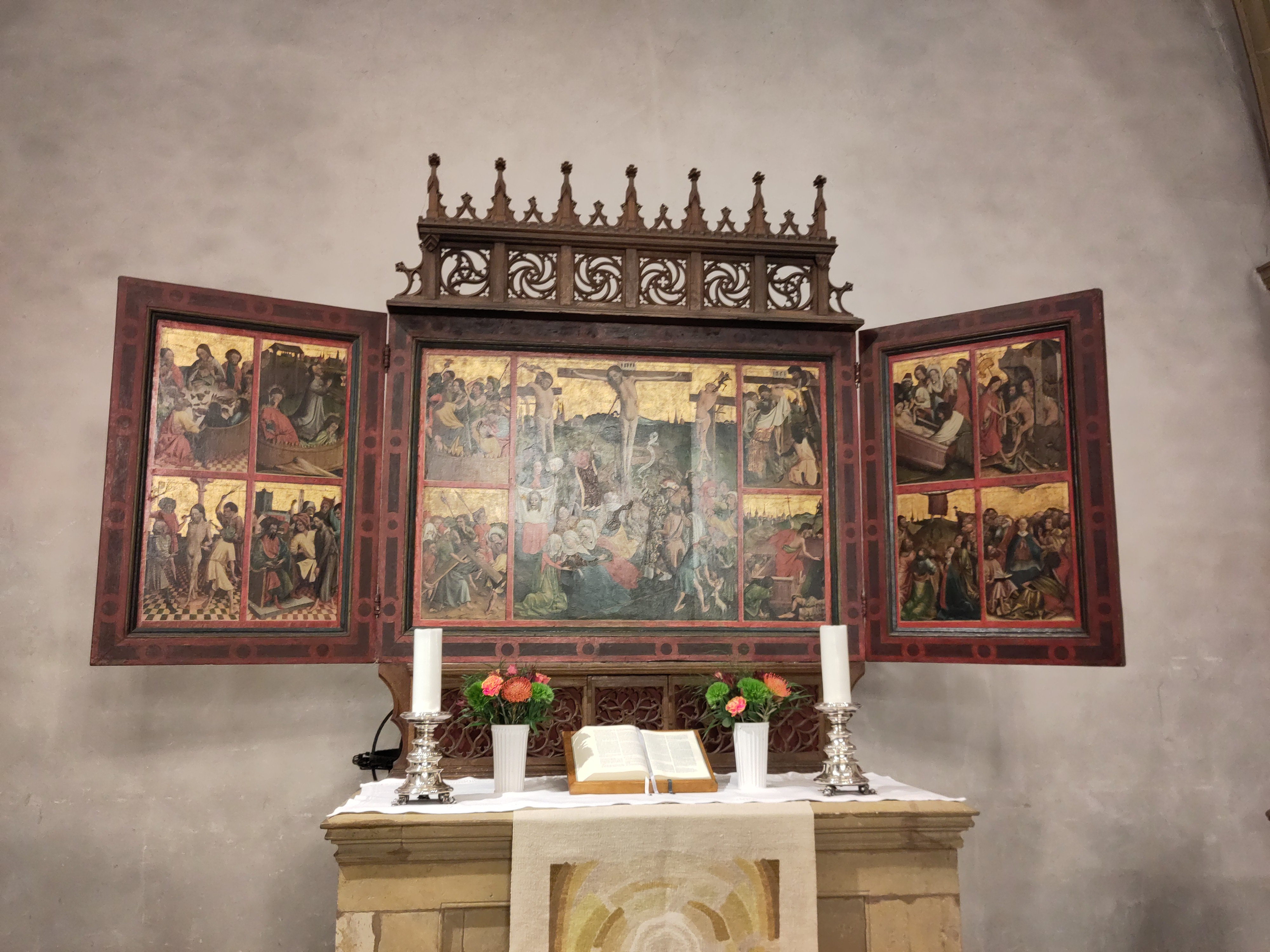
Steinhagener Altar

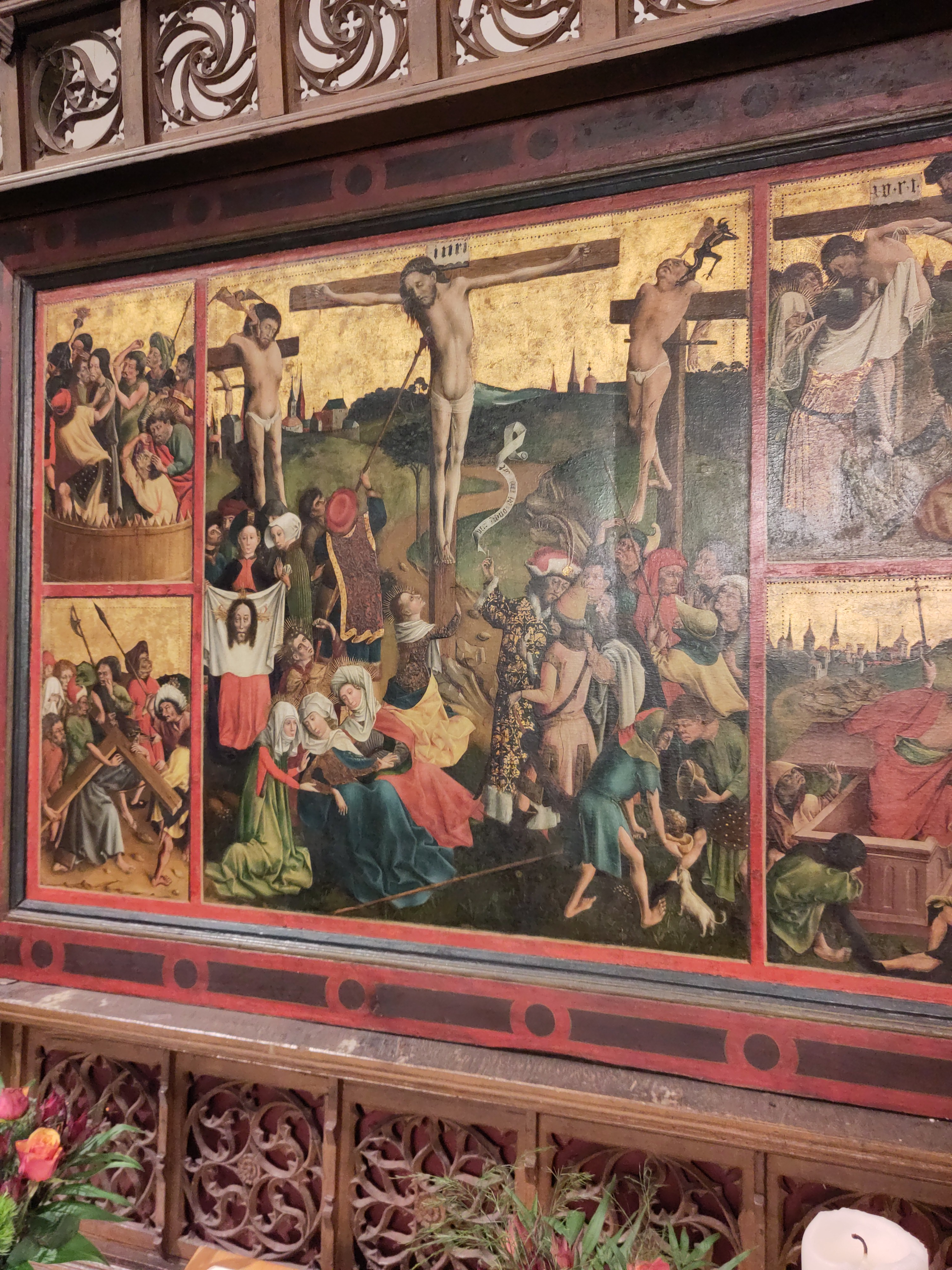
Mitteltafel

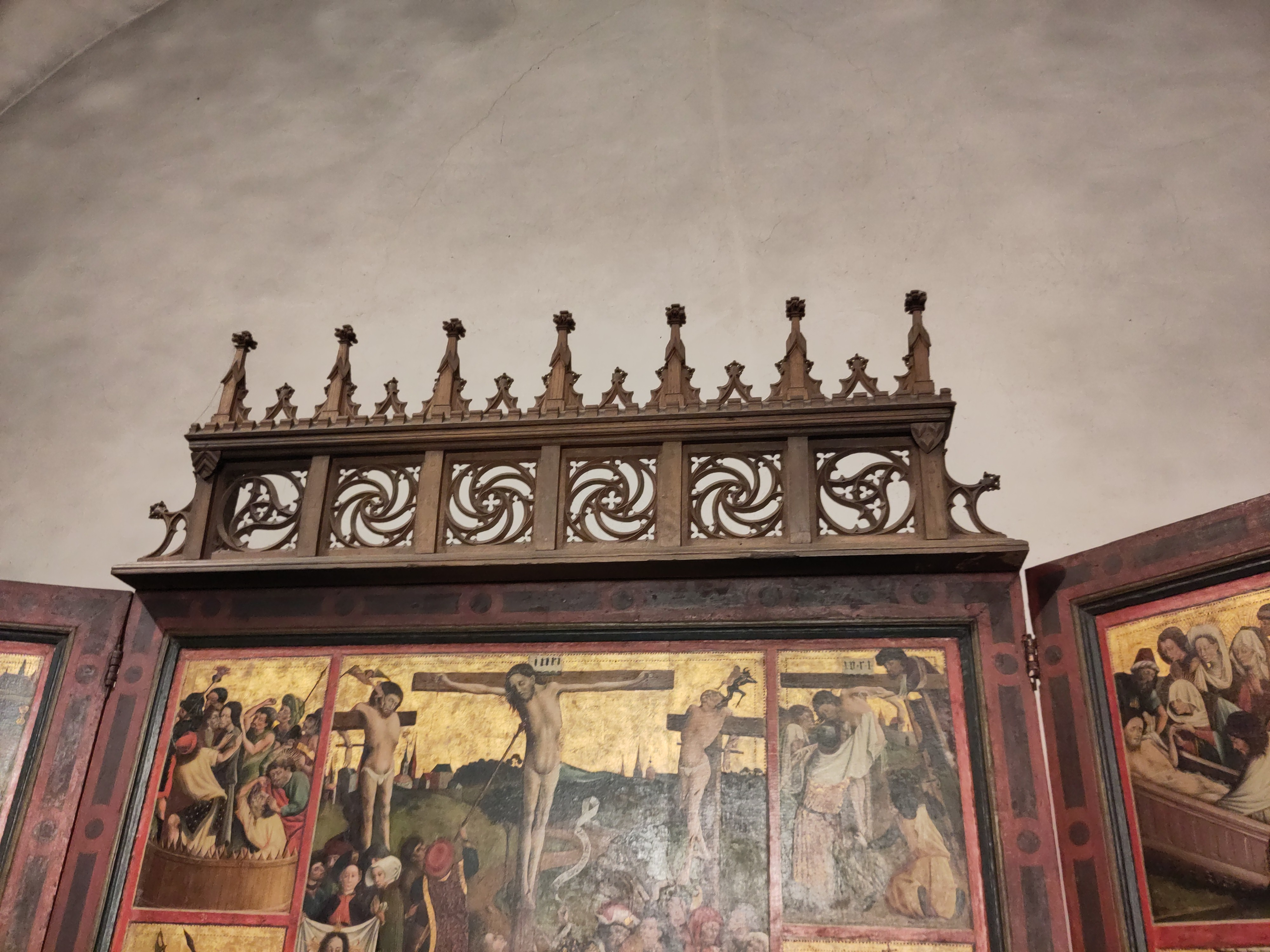
Vermutliche Stifterwappen

Der Steinhagener Altar ist ein gotischer Flügelaltar aus der Zeit um 1450, der sich in der Dorfkirche Steinhagen in Westfalen befindet. Er wird dem Umkreis des Malers Johann Koerbecke zugeschrieben.

## Beschreibung
Der Altar befindet sich seit fast 550 Jahren an seinem ursprünglichen Standort in der Steinhagener Dorfkirche, deren wichtigstes Ausstattungsobjekt er darstellt. Lediglich für Restaurierungen in den Jahren 1901, 1932 und 1952 wurde er abgebaut. Die Reformation, den Dreißigjährigen Krieg sowie den Zweiten Weltkrieg überstand er unbeschadet. Der Pfarrer Johannes Hartmann setzte sich um 1900 dafür ein, den Altar in der Kirche zu belassen und nicht an den Landeskonservator Albert Ludorff in Münster zu überstellen. Die Altartafeln selbst sind 98 cm hoch, die Mitteltafel 148,5 cm breit, die Flügel je 62 cm. Der Altar steht auf einer steinernen Predella, deren Maßwerk beim Umbau des Chores vor 1900 entfernt wurde.
Es handelt sich um einen Flügelaltar, dessen Flügel beide erhalten sind. Während die Malereien der Festtagsseite (heute Schau- bzw. Innenseite) vollständig vorliegen, sind die Szenen der Alltagsseite (heutige Rückseite) stark beschädigt bzw. verloren. Die Tafeln bestehen aus Eichenholz, welches mit kreidegrundierter Leinwand bezogen ist.
Während der eigenmächtigen, wenig fachgerechten Restaurierung des Jahres 1901 wurden die Hintergründe und Gloriolen golden ausgemalt, zudem mehrere Figuren ausgebessert und die Brokatgewänder falsch nachkoloriert.

## Szenen
Die Komposition der Szenen entspricht dem westfälischen Schema, welches kleine Szenen auf den Flügeln und eine große Darstellung auf der Mitteltafel umfasst. Die so entstandenen 13 Bilder der Passionsgeschichte werden von links nach rechts betrachtet.
Die Zusammensetzung beginnt oben links mit dem letzten Abendmahl und setzt sich fort in Ölbergszene, Gefangennahme, Geißelung, Christus vor Pilatus, Kreuztragung, Kreuzigung, Kreuzabnahme, Grablegung, Christus in der Vorhölle, Auferstehung, Himmelfahrt, Pfingsten.
Der beschädigte rechte Außenflügel zeigt die Darstellung des heiligen Laurentius mit Palmzweig und Rost. Auf der linken Außenseite war ehemals vermutlich die Gottesmutter mit dem Jesuskind dargestellt. Maria und Laurentius waren vor der Reformation die Steinhagener Kirchenpatrone.

## Zuschreibung
Es ist umstritten, ob der Altar von Johann Koerbecke selbst oder Künstlern aus seinem Umfeld geschaffen wurde. Vermutlich arbeiteten mindestens zwei Maler an den Tafeln. Der heilige Laurentius und die Kreuzigung sollen von Koerbecke selbst stammen. Die Datierung bewegt sich daher zwischen 1450 und 1475. Hans Kornfeld vermutet, dass der Altar 1452 im Zuge mehrerer Altarstiftungen entstand, während derer Herzog Gerhard und seine Gattin Sophie von Sachsen-Lauenburg in der Grafschaft Ravensberg weilten.
Der Altar knüpft an die Bildtradition älterer westfälischer Altäre an, darunter den Wildunger Altar des Conrad von Soest. Die Komposition erinnert an den Warendorfer Altar, doch sind die Einflüsse der Malerei auch niederländisch. Weiterhin ist das Werk auch ikonographisch mit dem Langenhorster und dem Amelsbürener Altar in Verbindung zu setzen.

## Stifter
Die Frage der Stifter ist bis heute nicht abschließend geklärt. Am Gesims über der Mitteltafel sind zwei Wappen angebracht, welche Bezug auf Wilhelm II. von Ravensberg und Adelheid von Tecklenburg nehmen. Diese starben jedoch bereits 1428 und 1429, also vermutlich vor der Anfertigung des Altares. Vielleicht war daher ihr Sohn Gerhard von Ravensberg der Stifter.